# Василівка (Чутівська селищна громада)
Васи́лівка — село в Україні, у Чутівській селищній громаді Полтавського району Полтавської області. Населення становить 853 осіб. Колишній центр Василівської сільської ради.

## Географія
Село Василівка знаходиться за 7 км від смт Чутове, примикає до села Розпашне. Поруч проходить автомобільна дорога Т 1722 Чутове-Карлівка.

## Історія
Заселення території на якій знаходиться село відбувалося повільно. Якщо брати до уваги кургани які знаходяться за декілька кілометрів від населеного пункту, можна свідчити про кочові племена скіфів. Але постійного поселення не було. Головна причина степова природна зона, де люди здавна селилися вздовж берегів річок, а водойм на місці знаходження села на той час не було.
За часів Київської Русі землі знаходилися за кордоном держави, та імовірно могли служити пасовиськами для кочових племен.
В козацьку добу територія Чутівського району поступово обживається, виникають хутори і села вздовж річки Коломак та Орчик. Чи проживали люди на теренах Василівської сільської ради невідомо, так як немає документальних підтвержень.
Точна дата заснування села невідома. Але на картах Шуберта від 1867 року населений пункт не нанесений. Але сучасна територія сільської ради уже активно використовувалася в господарській діяльності. На карті точно позначені тік, вівчарня і колодязі. Село Розпашне уже існувало, а на місці села Лозуватка був хутір Лузов.
Також невідомо чому село отримало назву Василівка, по згадкам старожилів на початку XX століття населений пункт називався Яленівка, і був у власності поміщиці Дурново, яка володіла навколишніми землями з помістям в сучасному Чутові.
Під час Другої світової війни село було окуповано, а при звільненні в вересні 1943-го року майже повністю спалено. В післявоєнний час Василівка активно відбудовується і розвивається. Було організовано радгосп ім. «ХТЗ». що фактично дав другу назву — ХТЗ, а жителів частенько іменують хетезянами.
На момент розпаду СРСР в 1991 році, у селі функціонувало велике господарство, що включало свинарню, корівник, свиногосподарський комплекс, пташину ферму.
12 червня 2020 року, відповідно до розпорядження Кабінету Міністрів України № 721-р «Про визначення адміністративних центрів та затвердження територій територіальних громад Полтавської області», село увійшло до складу Чутівської селищної громади.
19 липня 2020 року, в результаті адміністративно - територіальної реформи та ліквідації Чутівського району, село увійшло до складу новоутвореного Полтавського району.

## Населення

### Мова
Розподіл населення за рідною мовою за даними перепису 2001 року:
| Мова            | Відсоток |
| --------------- | -------- |
| українська      | 94,61%   |
| російська       | 3,63%    |
| вірменська      | 1,29%    |
| інші/не вказали | 0,47%    |

## Фізико-географічна характеристика
Село знаходиться в південній частині Чутівського району. Центр населеного пункту має координати 49.634056 Пн.ш., 35.191874 Зх.д. Поряд знаходиться село Розпашне, за 2,75 км на північний-захід знаходиться село Червоне.
Рельєф рівнинний, територія лежить в межах Полтавської рівнини. Середня висота над рівнем моря 140—160 метрів, площа дорівнює 10 кілометрів квадратних.
Клімат помірно-континентальний з прохолодною зимою, та теплим, а іноді і спекотним літом. Кількість опадів 500 мм на рік.
На території населеного пункту знаходиться 3 ставки: Шкільний, Гринівський і Новий, на даний час в занедбаному стані.
Ґрунти чорноземи.
Рослинний і тваринний світ значно змінені людською діяльністю, але зустрічаються представники лісостепової та степової природних зон.

## Економіка
- СТов «Ніка», головна діяльність фермерська.

Також на території сільської ради існують дещо дрібніші фермерські господарства.

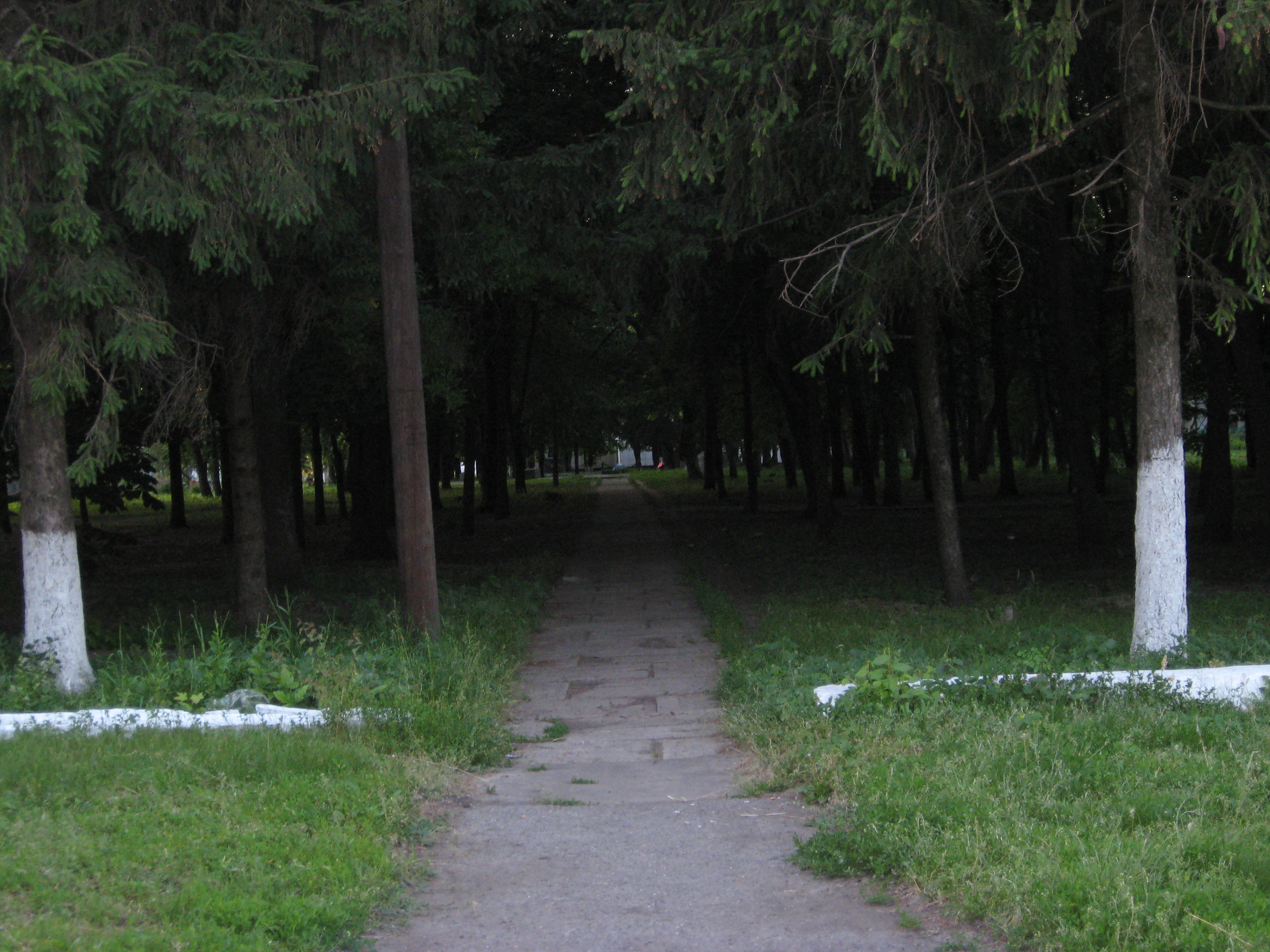
Парк

## Об'єкти соціальної сфери
- Школа.
- Клуб.
- Дитячий садок.
- Медичний пункт.
- Парк

Також працюють два магазини, кожен четвер невеликий ярмарок. Традиційно на свято Івана Купала відбувається святкування дня села.